# Mike Mills (Regisseur)
Michael „Mike“ Mills (* 20. März 1966 in Berkeley, Kalifornien) ist ein US-amerikanischer Musikvideo- und Filmregisseur und Grafikdesigner.

## Leben
Mills hat Musikvideos für Künstler wie Moby, Yoko Ono und Air gedreht. Auch hat er als Grafikdesigner an Werbematerial und Albumcovers gearbeitet, unter anderem für die Beastie Boys, Beck, Sonic Youth und Ol’ Dirty Bastard. Zusätzlich hat er auch für X-Girl und Marc Jacobs Grafiken entworfen. Momentan produziert er seine eigene Poster- und Stoffe-Serie namens Humans by Mike Mills.
2005 drehte Mills seinen ersten Spielfilm Thumbsucker. Weitere Filme folgten. Sein Drehbuch zum Spielfilm Jahrhundertfrauen (2016) brachte ihm 2017 eine Oscar-Nominierung in der Kategorie Bestes Originaldrehbuch ein. Im selben Jahr wurde er in die Academy of Motion Picture Arts and Sciences (AMPAS) aufgenommen, die alljährlich die Oscars vergibt.
Mike Mills ist mit der amerikanischen Künstlerin und Filmemacherin Miranda July verheiratet.
Air benannten das fünfte Stück auf ihrem Album Talkie Walkie nach ihm.

## Filmografie (Auswahl)
- 2001: Paperboys
- 2005: Thumbsucker
- 2007: Does Your Soul Have a Cold?
- 2010: Beginners
- 2016: Jahrhundertfrauen[3] (20th Century Women)
- 2021: Come on, Come on (C’mon C’mon)

## Auszeichnungen
Savannah Film Festival
- 2021: Auszeichnung mit dem Auteur Award (Come on, Come on)[4]